# Bakone Justice Moloto
Bakone Justice Moloto (ur. 26 lipca 1944) – południowoafrykański prawnik, sędzia Międzynarodowego Trybunału Karnego dla byłej Jugosławii (ICTY). 
Jeszcze w czasie studiów prawniczych pracował jako nauczyciel w liceum, a następnie księgowy. Później podjął praktykę adwokacką (choć jako czarny, w warunkach apartheidu mógł zajmować się jedynie niektórymi sprawami). W 1987 został dyrektorem wykonawczym Centrum Edukacyjnego przy Związku Czarnych Prawników. Po przerwie na pracę w sektorze prywatnym, w 1995 zaczął orzekać w specjalnym sądzie zajmującym się roszczeniami wynikającymi z przeprowadzonej w RPA reformy rolnej. W 2003 został sędzią Sądu Najwyższego. Dwa lata później został wybrany w skład ICTY.
30 lipca 2008 ogłoszono, iż będzie jednym z trzech sędziów orzekających w sprawie oskarżonego o zbrodnie wojenne Radovana Karadžicia.